# Университет Джона Кабота

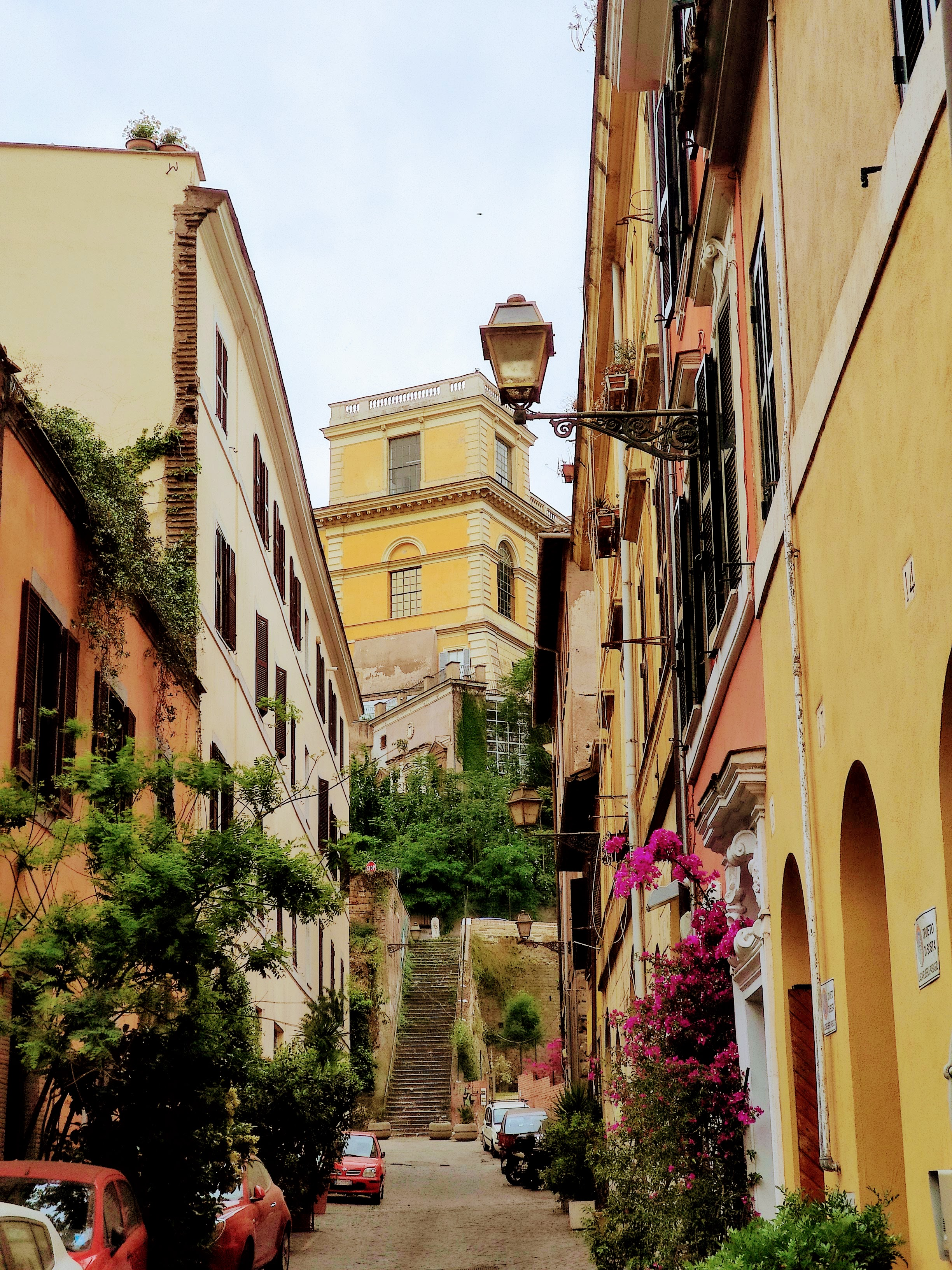
Улица в Трастевере, Рим

Университет Джона Кабота (англ. John Cabot University, JCU) — независимый американский университет гуманитарных наук в Риме, Италия. Он был основан в 1972 году и предлагает программы бакалавриата, магистратуры и обучения за рубежом англоговорящим студентам. Ежегодно в университете обучается более 700 студентов, желающих получить учёную степень, и более 1000 приезжих студентов, представляющих более 70 стран. Средний размер класса составляет пятнадцать студентов. Университет состоит из трёх кампусов и двух общежитий, расположенных в центре Трастевере в Риме. Язык обучения английский.

## История
Колледж был основан в 1972 году и первоначально располагался в религиозной школе под названием Университет Про Део. Он был назван в честь итальянского исследователя XV века Джованни Кабото, также известного как Джон Кабот, который впервые исследовал побережье Канады.
По состоянию на 1978 год большинство студентов Университета Джона Кабота изучали бизнес, хотя некоторые получали степень ассоциированного специалиста по гуманитарным наукам. С 1985 по 1991 год университет расширил или создал программы по истории искусств, международным отношениям и английской литературе. Ранее он был академически связан с колледжем Хайрема в Хайреме, штат Огайо. В 1991 году школа стала независимым университетом под названием Университет Джона Кабота и получила аккредитацию в 2003 году, тем самым завершив свою программу присоединения к Хайрему. Библиотека переехала, расширилась и в 1999 году ей было присвоено имя Фроринга.

## Академическая деятельность

### Программы бакалавриата
В университете 9 академических кафедр:
- Кафедра истории искусств и студийного искусства
- Кафедра делового администрирования
- Кафедра коммуникаций
- Кафедра экономики и социальных наук
- Кафедра английского языка и литературы
- Кафедра истории и гуманитарных наук
- Кафедра математики, естественных и прикладных наук
- Кафедра современных языков и литературы
- Кафедра политологии и международных отношений

### Программа магистратуры
Получение степени Магистра искусств (MA) в области истории искусств Университета Джона Кабота происходит в Риме. Особое внимание уделяется исследованиям музеев, памятников и археологических памятников Рима.

## Программы
Университет Джона Кабота предлагает академические программы в таких областях, как политология, английская литература, экономика и коммуникации. Согласно Study Away: The Unauthorized Guide to College Abroad, его «особенно сильными» программами являются история искусств, деловое администрирование и международные отношения.
Согласно Cool Colleges 101, университет «следует за американской системой образования с ярко выраженным европейским характером». Университет предлагает степени младшего специалиста и бакалавра гуманитарных наук и делового администрирования:55 :55. Занятия проводятся на английском языке. Осенью 2017 года Университет Джона Кабота открыл программу магистра искусств в области истории искусств. Институт по связям с общественностью Гуарини проводит лекции и мероприятия на темы мировой политики и прав человека.

## Кампус

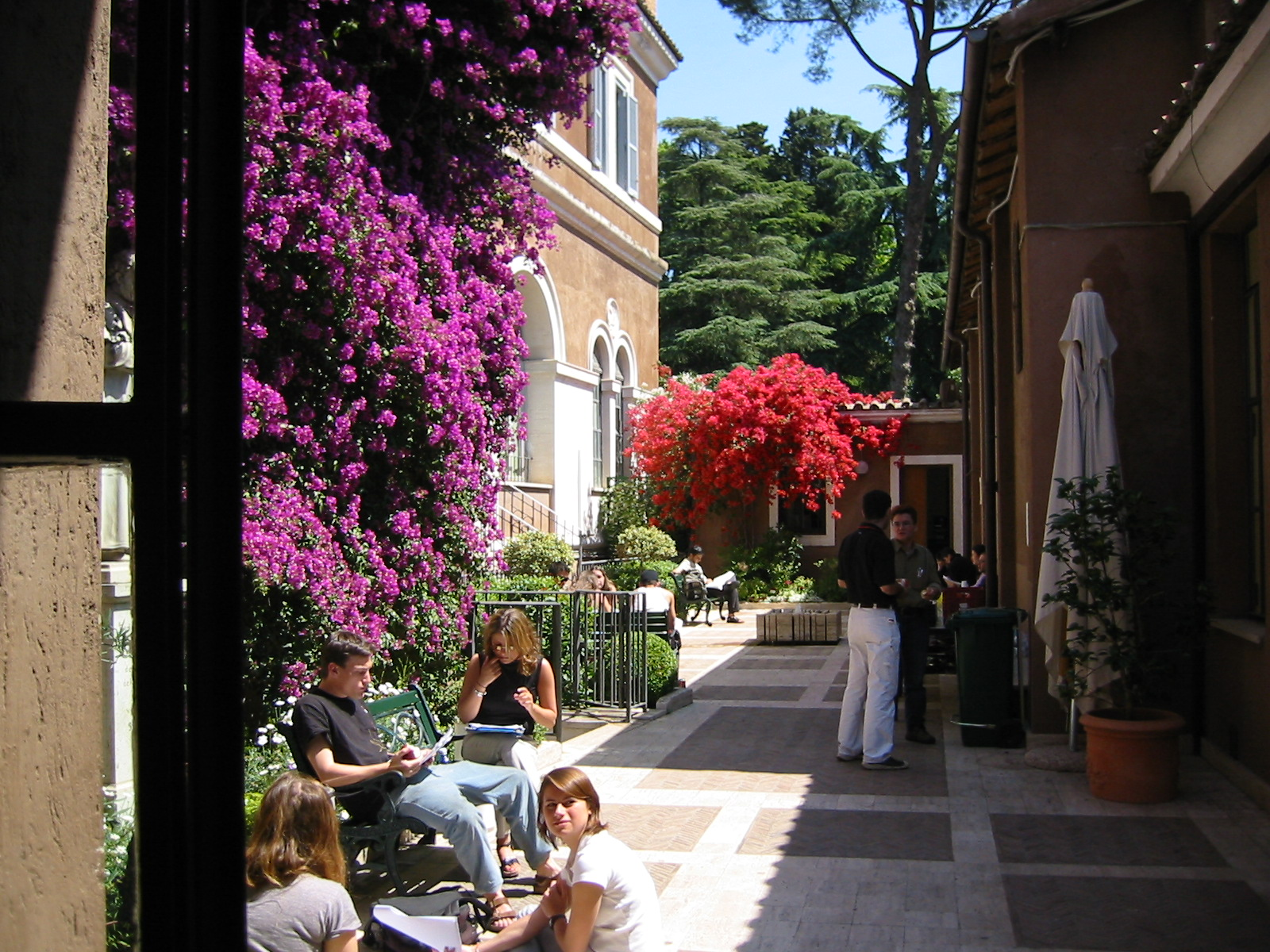
Вид на кампус Гуарини

Университет имеет три кампуса, расположенных в районе Трастевере в центре Рима: кампус Фрэнка Дж. Гуарини, кампус Тибра и кампус Кэролайн Крителли Гуарини на берегу реки Тибр. Три этих места находятся примерно в пяти минутах друг от друга и недалеко от Ватикана и Римского форума. Кампус Фрэнка Дж. Гуарини представляет собой бывший монастырь с главным трёхэтажным зданием, окружённым террасами и внутренними дворами. Прежняя часовня теперь служит студенческой гостиной.

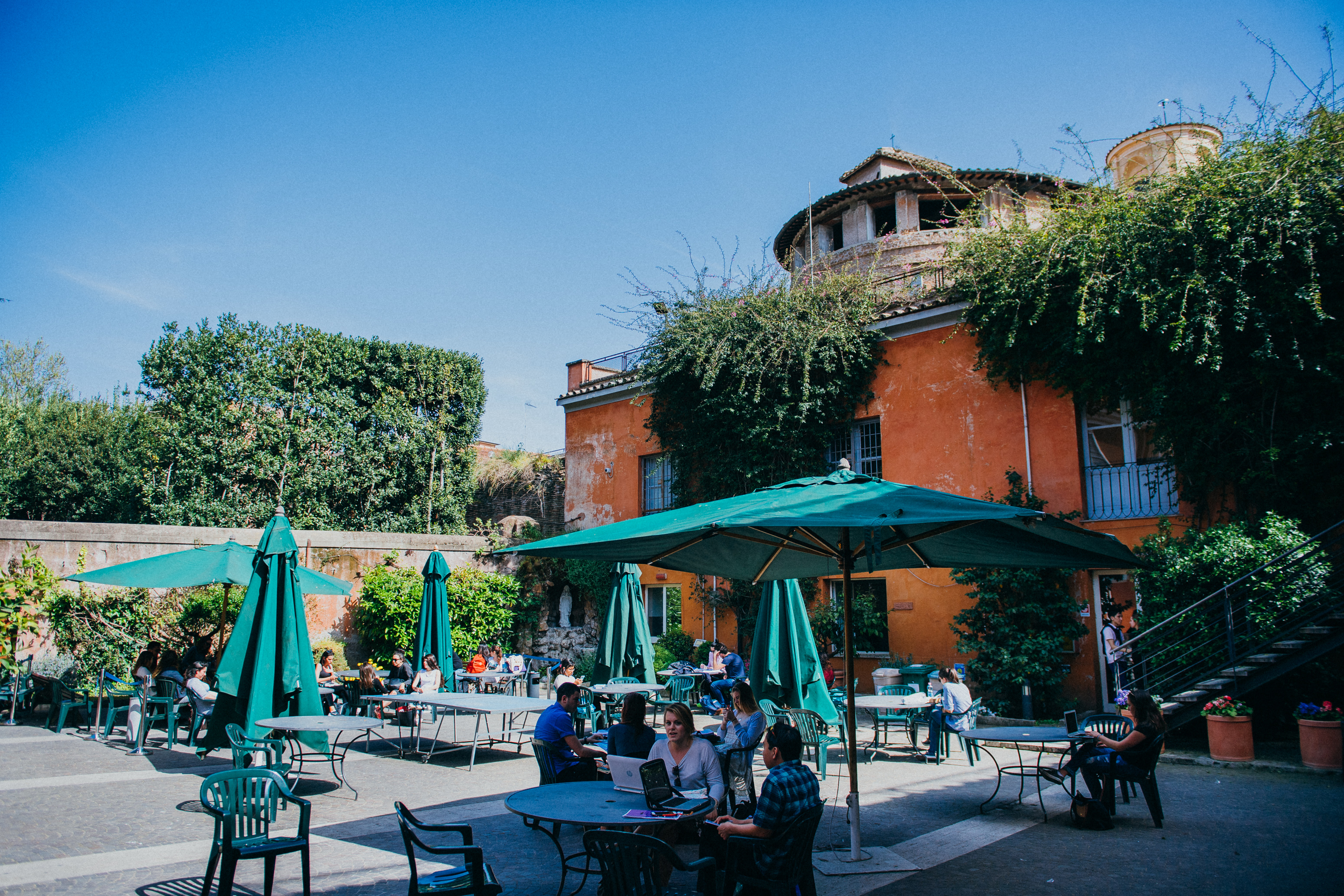
Двор кампуса Гуарини

Здесь также есть компьютерный класс, студенческие общежития и библиотека Фроринга. Самое большое здание на территории кампуса — аудитория Aula Magna Regina. Некоторые занятия проводятся в здании Саккетти на другом берегу реки Тибр, а многие занятия по искусству проводятся у памятников или других известных достопримечательностей.
Студенческое общежитие Gianicolo Residence расположено в двух минутах ходьбы от главного кампуса Гуарини, но университет также предлагает общежития за пределами кампуса на Виале-ди-Трастевере и внешние апартаменты по всему району.

## Спорт
Университет Джона Кабота предлагает баскетбол, пляжный волейбол, мини-футбол, теннис, греблю и футгольф. Фитнес-центр расположен в общежитии Джаниколо. Клубные командные виды спорта включают мужской футбол, мужской и женский мини-футбол, волейбол с совместным обучением, баскетбол с совместным обучением и черлидинг. Название команды университета — Гладиаторы (Gladiators).

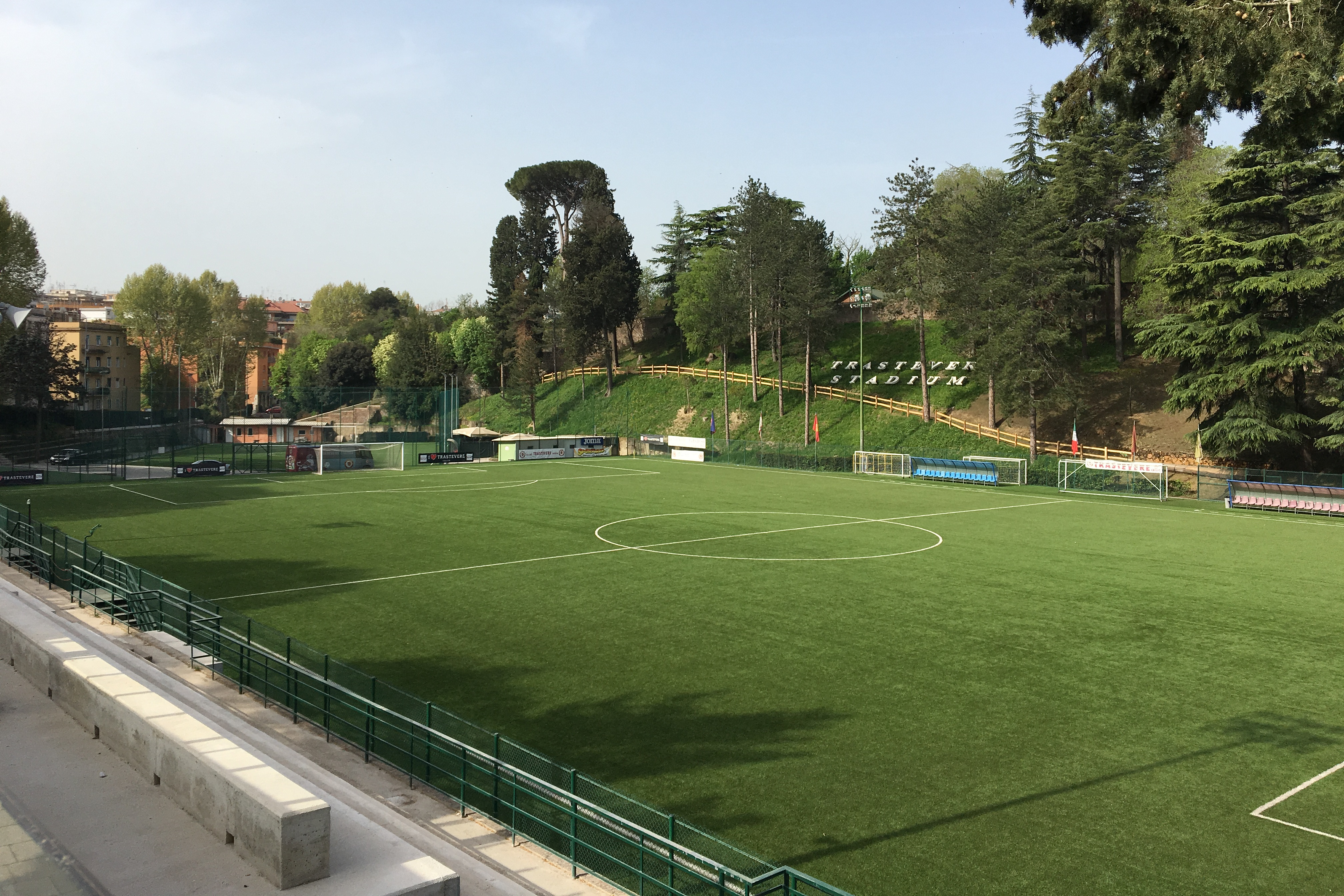
Стадион Трастевере — домашнее поле Gladiators

## Демография студентов
Около 66% студентов составляют девушки. Студенты приезжают из более чем 70 стран, часто по программам обучения за границей.
Соотношение студентов к преподавателям 15:1.